# Бърнинг Мен
Бърнинг Мен (на английски: Burning Man, в превод „Горящ човек“ или „Горящ мъж“) е едноседмичен културен ежегоден фестивал с международно участие, провеждащ се от 1986 г. насам една седмица преди и включвайки уикенда на Деня на труда (Labor day) (в началото на септември) в САЩ.
Настоящото местоположение на фестивала е в северозападна Невада в пустинята Блек Рок, на около 144 км (90 мили) северо-североизточно от град Рино. През 2006 г. участват 39 100 души, а през 2005 г. 36 500.
Създатели на фестивала са Лари Харви и Джери Джеймс, които за първи път са го организирали с приятели на плажа Бейкър Бийч в Сан Франциско. Фестивала се провежда от 1991 г. в пустинята в Невада. От 1996 г. фестивала има и официална тема, за 2006 г. тя е „Надежда и страх: Бъдещето“. Burning Man се е провел от 28 август до 4 септември през 2006 г.
В Burning Man са включени всевъзможни видове изкуство: от огромни постройки до малки предмети показвани сред пустинята. По подобие на самата скулптура символизираща фестивала, част от изложените творби се изгарят, докато други се даряват или запазват за други изложения или следващите издания на Burning Man. Много от обектите са интерактивни и карат участниците във фестивала да ги изучават или да направят нещо. Например в храм участниците пишат на малки дървени плочки възпоменания за починали близки и ги оставят после на мястото или на други се пишат бележки с пожелания за следващите участници, които изтеглят стари такива и пишат нови.
През нощта освен горенето на творбите, Burning Man се превръща в един купонджийски град. Платформи-коли и диджеи пускат музика за хилядите участници във фестивала. Голяма част от музиката през 2006 г. е електронна, но се пуска всевъзможна музика като рап, ска, пънк, поп, рага, рок и друга. Тъй като фестивалът е анти-комерсиален, на него се продават много малко, необходими или дребни неща, като кафе или лед например. Поради тази причина алкохолът, който се предлага, е абсолютно безплатен. Цялата атмосфера на фестивала е на взаимопомощ.
Фестивалът има правило, че всичко, което са донесли участниците, трябва да си го вземат и върнат с тях обратно, тъй като той е направен изцяло от доброволци и няма специализирана служба, която да чисти след тях, а задачата се стоварва на група доброволци в края на фестивала.
Фестивалът Burning Man e изцяло разположен в пустинята Блек Рок. Географски погледнато фестивалът се разделя грубо на две големи части, това са Блек Рок Сити и останалата част от пустинята. Блек Рок Сити е временният град, който се създава заедно с фестивала в който отсядат участниците. Той е с формата на полукръг. По главната улица на вдлъбнатата част по периферията на кръга също могат да се видят творби на изкуството, преобразени коли и всякакви други чудати неща, които са включени във фестивала. Голяма част от творбите обаче са разположени извън Блек Рок Сити в останалата част на пустиня.
Много от творбите имат скрит, дълбок смисъл, който отразява нашата действителност, търси отговори на проблеми, гледат към бъдещето или изразяват отношение. Например, пресъздаването на Стоунхендж с компютри отразява значението им в модерната действителност, така както каменните блокове са били начин на изразяване на тогавашната действителност от древните хора, построили някогашния Стоунхендж.